# Institut national supérieur des arts du spectacle et des techniques de diffusion
 (mai 2023).
Si vous disposez d'ouvrages ou d'articles de référence ou si vous connaissez des sites web de qualité traitant du thème abordé ici, merci de compléter l'article en donnant les références utiles à sa vérifiabilité et en les liant à la section « Notes et références ».
L’Institut national supérieur des arts du spectacle et des techniques de diffusion, généralement appelé selon le sigle INSAS (de la forme abrégée Institut national supérieur des arts du spectacle) est une école supérieure des arts de la Fédération Wallonie-Bruxelles, organisée par Wallonie-Bruxelles Enseignement, située à Bruxelles.
Y sont enseignées les techniques liées au théâtre, au cinéma et à la radio-télévision. L'INSAS a été fondé en 1962 par Raymond Ravar, André Delvaux, Jean Brismée et Paul Anrieu. Il s'agit de l'une des deux écoles de cinéma reconnues en Belgique francophone, l'autre étant l'IAD à Louvain-la-Neuve.

## Historique
En 1959, un groupe de jeunes animés par Raymond Ravar, analyse Hiroshima mon amour d’Alain Resnais, et engage une réflexion sur les pratiques du cinéma et du théâtre à l’Institut de sociologie de l’Université libre de Bruxelles (ULB). De fil en aiguille naît le désir de créer une école des arts du spectacle[évasif].
Trois ans plus tard, en avril 1962, l’Insas est porté sur les fonts baptismaux avec l’idée[De qui ?] non seulement qu’il fallait former des professionnels à tous les métiers, mais aussi que l’apprentissage des disciplines du spectacle repose sur le principe de la complémentarité : un enseignement de la mise en scène ne peut se concevoir sans l’existence parallèle d’une formation d’acteurs; un enseignement du montage et du son s’applique nécessairement à un projet global de réalisation.
D’emblée, Raymond Ravar, avec André Delvaux, Paul Anrieu, Jean Brismée, Paul Roland, Jean-Claude Batz et d’autres s’attachent, pour chaque discipline, à rechercher des maîtres de haut niveau à l’étranger. Des professionnels tels que Pierre-Aimé Touchard pour le théâtre, Ghislain Cloquet pour l’image, Antoine Bonfanti pour le son et Suzanne Baron pour le montage viennent renforcer l’équipe pédagogique naissante de l’école[réf. nécessaire].
Les principes qui président à la création de l’école sont : avoir pour vocation de délivrer un enseignement professionnel de haut niveau, de former des artistes et artisans du cinéma, de la télévision et du théâtre[réf. nécessaire]. 
L'histoire du cinéma est enseignée par Hadelin Trinon puis Patrick Leboutte[réf. nécessaire], la scénographie par Michel Boermans qui, de 1990 à 2021, coordonne la pédagogie du département Théâtre et, à ce titre, la représente depuis 2011 dans le réseau européen d’écoles supérieures d’arts du spectacle « École des écoles ».
Les étudiants entrent en première année après une sélection sur la base d’épreuves où sont conviés tous les candidats, soit environ 800 chaque année[source secondaire nécessaire].
À titre d'exemple, C'est arrivé près de chez vous de Rémy Belvaux, film coup de poing  du début des années 1990, a été réalisé au sein de l’école dans le cadre d’un travail de fin d’études.
L’ouverture internationale de l’école est importante avec une vingtaine de nationalités parmi les étudiants[source secondaire nécessaire]. Danis Tanović, détenteur de l'Oscar du meilleur film international en 2002 avec No Man's Land, y a ainsi effectué sa quatrième année d'étude[réf. nécessaire]. 
En septembre 2021, l'INSAS inaugure un nouveau domaine d'enseignement en ouvrant le Master en danse et pratiques chorégraphiques, fruit d'une co-organisation initiée par l'ENSAV-La Cambre, l'INSAS et Charleroi danse. Ce master en 120 crédits est une première en Fédération Wallonie-Bruxelles[réf. nécessaire].

## Formations
L’INSAS propose des formations de bachelier de transition (accès au master), de bachelier professionnalisant et de master dans 10 cursus, répartis sur 2 domaines (Arts du spectacle et Danse)

### Bacheliers de transition
- Bachelier de transition « Réalisation », type long ;
- Bachelier de transition « Son », type long ;
- Bachelier de transition « Interprétation dramatique », type long ;
- Bachelier de transition « Théâtre et techniques de communication », mise en scène, scénographie, lumière, espace sonore, type long.

### Bacheliers professionnalisants
- Bachelier professionnalisant « Image », type court ;
- Bachelier professionnalisant « Montage / Scripte », type court.

### Masters
- Master Danse et Pratiques chorégraphiques
- Master « Cinéma » 
  - Spécialisation « Réalisation »
  - Spécialisation « Écriture »
  - Spécialisation « Image »
  - Spécialisation « Montage »
  - Spécialisation « Gestion de Production »
- Master « Radio Télévision Multimédia »
  - Spécialisation « Son »
  - Spécialisation « Réalisation Radio Télévision »
- Master « Interprétation dramatique »
  - Spécialisation « Jeu audiovisuel »
- Master « Théâtre et techniques de communication »
  - Spécialisation « Mise en scène »
  - Spécialisation « Scénographie »
  - Spécialisation « Gestion de Production », ouverture en septembre 2017.
  - Spécialisation « Écriture »
- Master « Radio Télévision Multimédia »

## Personnalités liées

### Enseignants et anciens enseignants
Par ordre alphabétique : 
- Chantal Akerman
- Michel Boermans

- Mario Brenta
- André Brugmans

- Marcel De Sutter
- Eva Houdova
- Bouli Lanners

- Armel Roussel

### Anciens étudiants
Parmi les principaux diplômés de l'INSAS, peuvent être cités : 
- Boris Lehman
- Jaco Van Dormael
- Bruno Nuytten
- Michel Khleifi
- Lucie Debay
- Christophe Beaucarne
- Yves Cape
- Jean-Pierre Verscheure
- Jean-Jacques Andrien
- Jacques Delcuvellerie
- Catherine Epars
- Isabelle Pousseur
- Micha Wald
- José Álvaro Morais
- Martine Wijckaert
- Philippe Sireuil
- Charles Berling
- Fabrice Rodriguez
- Virginie Efira
- Ingrid von Wantoch Rekowski
- Marie Pascale Osterrieth
- Michel Dezoteux
- Benoît Mariage
- Stéphane Dupont
- Philippe Grandrieux
- Philippe Blasband
- Hichame Alaouié
- Marie Kremer
- Yu Lik-wai
- Christian Hecq
- Juliette Van Dormael
- Philippe Van Leeuw
- Rosine Mbakam
- Patrick Paulo
- Achille Ridolfi
- Patric Chiha
- Philippe Geluck
- Floriane Devigne